# Dubai International City
Dubai International City (tiếng Ả Rập: مدينة دبي العالمية) là một thành phố kiến trúc theo chủ đề quốc gia về nhà ở, doanh nghiệp và các điểm du lịch. Trải dài trên diện tích 800 ha (8 triệu mét vuông), sự sắp xếp của thành phố được lấy cảm hứng từ chiếc thảm truyền thống của Trung Đông. Sau khi hoàn thành, dự án sẽ bao gồm các căn hộ studio và các căn hộ và sẽ là nơi ở của hơn 60.000 cư dân.
Dubai International City nằm trong khu vực Al Warsan của thành phố Dubai, đối diện với Chợ Rau quả Trung tâm Dubai.
Nó bao gồm 485 tòa nhà bao gồm các khu dân cư, khu trung tâm thương mại (CBD) gồm các quận Ba Tư, Hy Lạp, Tây Ban Nha, Maroc, Anh, Pháp, Ý, Nga, Trung Quốc và Các Tiểu vương quốc. Ngoài những quận đã được lên kế hoạch ban đầu cho thành phố, quận Hồ và quận Tử Cấm Thành bị hoãn do ảnh hưởng của cuộc suy thoái tài chính toàn cầu. Các điểm tham quan trong thành phố bao gồm Dragon Mart nơi là thị trường máy móc và thiết bị lớn nhất thế giới.

## Dự án

### Khu dân cư
Khu dân cư của thành phố dự kiến sẽ có rất nhiều quốc gia cụ thể đặt theo quận, theo chủ đề phát triển khu dân cư.
Các kế hoạch bao gồm mười quận cụ thể theo quốc gia:
- Quận Trung Quốc ở một đầu của khu dân cư.
- Quận Anh Quốc thể hiện kiến trúc truyền thống của Luân Đôn.
- Quận Pháp gồm các khu dân cư hai, ba và bốn tầng, được đặc trưng bởi các cửa sổ kiểu Pháp, gạch màu đỏ và màu xám và các nhà pilasters.
- Quận Ba Tư, nằm ở trung tâm của khu dân cư.
- Quận Hy Lạp, ở rìa của khu dân cư.
- Quận Nga gồm các tòa nhà đầy màu sắc đặc trưng của nước Nga.
- Quận Tây Ban Nha gồm các tòa nhà 3 và 4 tầng được thiết kế theo kết cấu bên ngoài bằng vữa truyền thống.
- Quận Maroc gồm các tòa nhà dân cư 3 và 4 tầng được trang trí bằng gạch màu xanh lá cây, các khu nhà mái vòm tự nhiên, tường vữa và cửa sổ cong.
- Quận Ý gồm dãy nhà từ hai đến bốn tầng.
- Quận Các Tiểu vương quốc là quận thứ 10 trong Khu dân cư nằm ở phía đông bắc.

### Quận trung tâm
Dành cho những cư dân sang trọng và phong cách nhất tại Dubai International City. Với an ninh đảm bảo cùng hồ bơi, bãi đậu xe riêng, phòng tập thể dục và công viên, nó là một thiên đường gia đình. Nhiều cửa hàng và nhà hàng có trụ sở tại khu vực này.

### Tử Cấm Thành
Tử Cấm Thành sẽ bao gồm một diện tích 240.000 mét vuông với bãi đậu xe cho 2.000 xe hơi cùng bản sao của Tử Cấm Thành của Bắc Kinh, Trung Quốc.

### Quận Hồ
Quận Hồ bao quanh hồ Al Warsan.

### Dragon Mart
DragonMart, do Chinamex phát triển, là một trung tâm mua bán sỉ lớn các sản phẩm Trung Quốc. Quy mô lớn của khu mua sắm này làm cho nó trở thành cửa ngõ cho khách hàng mua hàng trên khắp các thị trường Trung Đông và Bắc Phi, và là nền tảng cho các nhà giao dịch và nhà sản xuất Trung Quốc tìm kiếm thị trường khu vực.
Trung tâm mua sắm là một bước đột phá trong thương mại và việc xây dựng đã bắt đầu cùng một trung tâm thứ hai liền kề với Dragon Mart sẽ có 175.000 mét vuông với 4.500 chỗ đậu xe. Dự án được hoàn thành vào tháng 12 năm 2015.

### Làng Warsan
Ra mắt vào năm 2013, làng Warsan nằm trong Dubai International City với 942 căn nhà phố và 250 căn hộ. Việc xây dựng hiện đang được tiến hành.

## Các vấn đề trong quá khứ từ năm 2008 đến năm 2012
Có một vấn đề trong năm 2008: Phát triển thành phố của Nakheel đã đặt câu hỏi lớn bởi các bài báo có tranh cãi và các vấn đề. Những bài báo này cho rằng Thành phố Quốc tế đã phải vật lộn với danh tiếng kém và các báo cáo tiêu cực xuất phát từ nhiều vấn đề khác nhau bao gồm các vấn đề với hệ thống thoát nước thải và cơ sở thoát nước gần đó, việc tiếp cận khu vực và thiếu tiện nghi. Một cuộc thăm dò ý kiến tiếp theo từ Emirates 24-7 cho thấy một tỷ lệ lớn - 91% - độc giả đã cho thấy "một xu hướng đáng ngại khi đầu tư vào các đơn vị của thành phố." 67% nói rằng họ sẽ không đầu tư vào nơi này. Vấn đề này đã được giải quyết vào năm 2012.
This issue has been solved by 2012

### Nước thải nhà máy
Do gần với Nhà máy xử lý nước thải và các dòng chảy liên tục, các cụm nhất định như Maroc, Các Tiểu vương quốc và Trung Quốc phải chịu mùi nước thải khi hướng gió thay đổi vào ban đêm.

### Giao thông
Việc lưu thông đã khá dễ dàng với nhiều tuyến đường như E 311 và E 611 đến và đi từ thành phố. Trong giờ cao điểm có thể yêu cầu bạn phải bỏ ra 10–20 phút chờ đợi vì kẹt xe. RTA đã đề xuất phát triển đường lớn cho Dragon Mart 2 và International City để dễ dàng hơn cho lưu thông.

### Pháp lệnh
Trong khi ý định của Nakheel là làm cho nhà ở giá rẻ và trung bìnhcho công chúng (những người đang phải chịu đựng sự bùng nổ bất động sản cho đến giữa năm 2008 và trước GFC) bằng cách cung cấp cho người có thu nhập trung bình và thấp sử dụng Villa Sharing bất hợp pháp làm Dubai bị ảnh hưởng nặng nề bởi khủng hoảng tài chính toàn cầu. Điều này dẫn đến sự mất giá hoặc cho thuê tức thì bằng 75% - 80% giá trị trong năm 2008. Do giá giảm đột ngột này, ngay cả nhóm thu nhập thấp nhất (lao động, tài xế xe tải, tài xế taxi) đã xác định khu vực này là tiềm năng của các khu nhà ở dành cho người lao động hiện tại của họ. Cùng với sự sụt giảm tài chính của Nakheel, việc kiểm soát an ninh của thành phố, việc tuân thủ các quy định và bảo trì cơ sở hạ tầng đã được giảm bớt đầu tháng 1 năm 2009 bởi nhà phát triển đã từng kiểm soát chặt chẽ và duy trì điều này trước đó.

## Du lịch - Di chuyển
Được phục vụ bởi dịch vụ xe buýt RTA. Các tuyến xe buýt:
- Xe buýt X23 Chợ vàng Dubai: Dubai International City -> Ras Al Khor -> Oud Metha -> Chợ vàng Dubai. Hoạt động trong tần số từ 10 đến 15 phút/chuyến.
- Xe buýt ga tàu điện ngầm 365 Rashidiya: Dubai International City -> Silicon Oasis -> Dubai Academic City-> Ga tàu điện ngầm Rashidiya. Hoạt động trong tần số 25 đến 30 phút/chuyến.
- Xe buýt 53 Chợ vàng Dubai: Dubai International City -> Al Badia -> Dubai Festival City-> Trung tâm Thành phố Deira -> Chợ vàng Dubai. Hoạt động trong tần số 25 đến 30 phút/chuyến.
- Xe buýt 366 Silicon Oasis: Ga tàu điện ngầm Rashidiya -> Dubai International City -> Silicon Oasis. Tần suất trong khoảng 20 đến 30 phút/chuyến.

Bạn có thể lập kế hoạch và thời gian hành trình của mình bằng cách sử dụng RTA Wojhati Route Planner của RTA hoặc hỏi về tuyến đường/xe buýt tại Trung tâm Chăm sóc Khách hàng RTA 800 9090.

## Cơ sở y tế
Các bệnh viện có vị trí gần như bệnh viện Rashid khoảng 15 phút lái xe. Tuy nhiên, có phòng khám đa khoa như Phòng khám Apple, đặt tại Quận Pháp [P 03] và Phòng khám Đa khoa Quốc tế Apple, nằm ở quậnHy Lạp [K 14] cung cấp các cơ sở chăm sóc chính.
Đối với việc cấp giấy phép lái xe (Đường bộ & Vận tải Hành chính Dubai), việc kiểm tra mắt và kiểm tra y tế có thể được hoàn thành từ Phòng khám Đa khoa Quốc tế Apple.
Các quy định gần đây được thực hiện bởi các đô thị của Dubai, sẽ giải quyết rất nhiều sự phổ biến của Shisha [Arabic Tobacco] nằm trong nhiều tòa nhà.